# Tomofumi Fujiyama
Tomofumi Fujiyama (藤山 智史 Fujiyama Tomofumi?), född 23 april 1994 i Mie prefektur, är en japansk fotbollsspelare.
Fujiyama började sin karriär 2017 i Blaublitz Akita. Han spelade 75 ligamatcher för klubben. 2020 flyttade han till AC Nagano Parceiro.